# Alkanna tinctoria
Alkanna tinctoria L. Tausch, 1824, volgarmente detto alcanna, è un arbusto sempreverde della famiglia delle Boraginacee, proprio delle zone mediterranee.
Dalle radici si ricava una sostanza colorante rossa (alcannina).